# 古掐辣 (科羅拉多州)
古掐辣（英語：Cuchara）是位於美國科羅拉多州韋爾法諾縣的一個非建制地區。該地的面積和人口皆未知。

## 地理
古掐辣的座標為37°22′45″N 105°06′01″W / 37.37917°N 105.10028°W，而該地的平均海拔高度為2541米（即8468英尺）。